# 耶律特麼
耶律特麼（?—?），遼朝（契丹）軍人、政治人物，季父房後裔。
辽兴宗重熙年間，为北剋，累次進官担任奚六部禿里太尉。辽道宗太安四年（1088年），为倒塌嶺節度使。不久改任禁軍都監。当年冬天，討伐磨古斯，斬首二千餘人。太安十年（1094年），再討磨古斯，凱旋而归，任南院宣徽使。寿昌元年（1095年），改任北院大王。寿昌四年（1098年），知黄龍府事，之后去世。

## 延伸阅读
[在维基数据编辑]
 《遼史·卷95》，出自脱脱《遼史》